# Gamō (Klan)

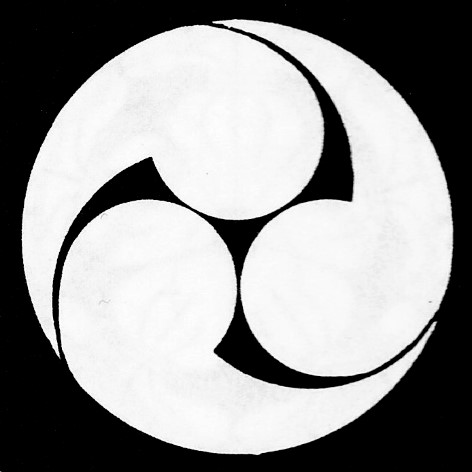
Wappen der Gamō
(Linksdrehendes Tomoe)

Die Gamō (japanisch 蒲生氏, Gamō-shi) waren eine Familie des japanischen Schwertadels (Buke) aus der Provinz Ōmi, die sich von Fujiwara no Hidesato ableitete. Die Gamo zählten zu den größeren Tozama-Daimyō.

## Genealogie
- Katahide (賢秀; 1534–1584) hatte zunächst die Aufsicht über die Burg von Hino in der Provinz Ōmi, trat dann in den Dienst von Oda Nobunaga.
- Ujisato (氏郷; 1557–1596), ein Sohn Katahides; zeichnete sich mit 13 Jahren in der Gegenwart Nobunagas aus durch die Einnahme der Burg Ōkōchi (Provinz Ise). Daraufhin gab Nobunaga ihm seine Tochter Sōōin zur Frau. Nach dem Tode Nobunagas 1582 bot Ujisato  seiner verwitweten Schwiegermutter die Burg Hino als Wohnsitz an. Später erhielt er den Ehrentitel Hida no kami (Gouverneur der Provinz Hida) und wurde Daimyō auf der Burg Matsugashima (Ise) mit einem Einkommen von 120.000 Koku. 1590 wurde er nach der Schlacht von Odawara nach Aizu (Provinz Mutsu) versetzt wo sein Territorium 12 Landkreise (gun) und sein Einkommen mit 420.000 Koku umfasste. Er hatte den Auftrag alle Daimyō im Norden dazu zu bringen, sich Toyotomi Hideyoshi zu unterwerfen. Kunohe Masazane (九戸 政実) wehrte sich dagegen, worauf Ujisato, unterstützt von Asano Nagamasa, ihn in seiner Burg Kunohe belagerte, die Burg einnahm und ihn tötete. Nach diesem Erfolg wurde Ujisatos Territorium um weitere sieben Landkreise und sein Einkommen auf 919.000 Koku erhöht. Er ging dann nach Kyōto, wo er zum Sangi[A 1] ernannt wurde. Zur Zeit des Korea-Feldzugs begleitete er Hideyoshi bis Nagoya. Zu der Zeit baute er auch die Burg Kurokawa in Aizu wieder auf und änderte den Namen in Wakamatsu. Er starb mit 40 Jahren, wobei es Gerüchte gab, Hideyoshi habe ihn vergiften lassen. Ujisato war im Jahr 1584 auf den Namen „Leon“ getauft worden.
- Hideyuki (秀行; 1583–1612), ein Sohn Ujisatos, war beim Tode seines Vaters erst 13 Jahre alt. Er verlor 1598 das Lehen von Aizu mit dem extrem hohen Einkommen, wobei die Burg von Matsugashima in das drei Kilometer weiter südlich gelegene Matsusaka verlegt wurde. Im Austausch erhielt er Utsunomiya (Provinz Shimotsuke) mit 120.000 Koku. Nach der Schlacht von Sekigahara konnte er nach Aizu-Wakamatsu mit 600.000 Koku zurückkehren.[2] Dort starb er jung. Hideyuki war wie sein Vater Christ. Seine Frau war Tokugawa Ieyasus dritte Tochter Furihime.
- Tadasato (忠郷; 1603–1627), der älteste Sohn Hideyukis, folgte seinem Vater als Daimyō, aber er starb ohne Nachkommen, so dass Aizu an das Shogunat zurückfiel.[3]
- Tadatomo (auch Tadachika; 忠知; 1605–1634), Hideyukis zweiter Sohn, erhielt 1626 Kaminoyama (Provinz Dewa) mit 40.000 Koku, wurde aber bereits ein Jahr später mit dem Tod seines Bruders nach Matsuyama (Provinz Iyo) mit 200.000 Koku versetzt und erhielt zudem Hino (Provinz Ōmi) mit 40.000 Koku. Auch er starb ohne Nachkommen, womit diese Linie erlosch.[4]